# フィリップ2世 (ブルゴーニュ公)
フィリップ2世（フランス語：Philippe II, 1342年1月17日 - 1404年4月27日）は、ヴァロワ家の初代ブルゴーニュ公（在位：1363年 - 1404年）。ヴァロワ＝ブルゴーニュ家の祖。「豪胆公」（ル・アルディ/le Hardi）と呼ばれる。
フランス王ジャン2世（善良王）とボンヌ（ボヘミア王ヨハン（盲目王）の王女）の四男。シャルル5世、アンジュー公ルイ1世、ベリー公ジャン1世の弟。

## 生涯

### 生い立ち

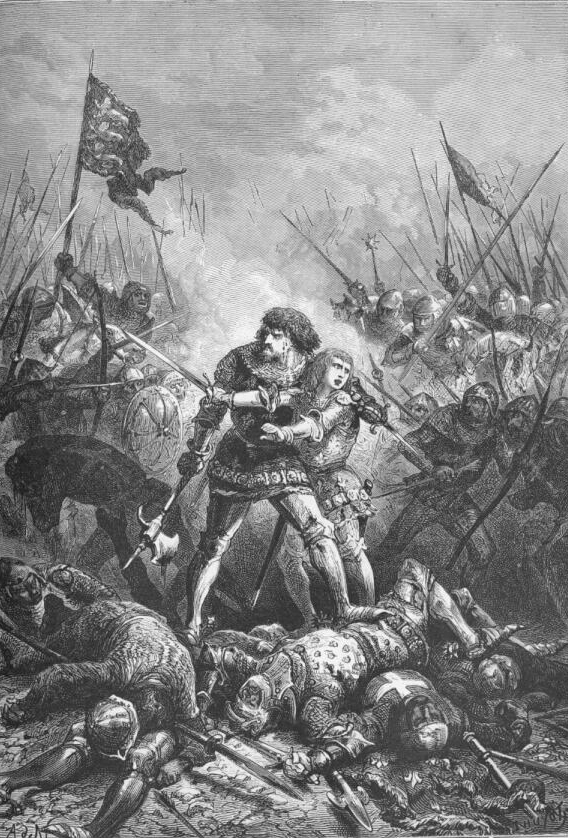
ポワティエの戦いにおけるジャン2世とフィリップ（19世紀画）

1342年1月17日、聖アントニウスの祝日に誕生した。
当初、父王からトゥレーヌを封土（親王領/アパナージュ）として与えられたが、これと交換する形で、1363年9月6日にカペー家の後継者が絶えたブルゴーニュ公領を与えられた。ただし、ブルゴーニュ公に封じられたことが公表されたのは、父ジャン2世の崩御後、兄シャルル5世が発布した1364年6月の勅書によってであった。

### 婚姻と領地拡大

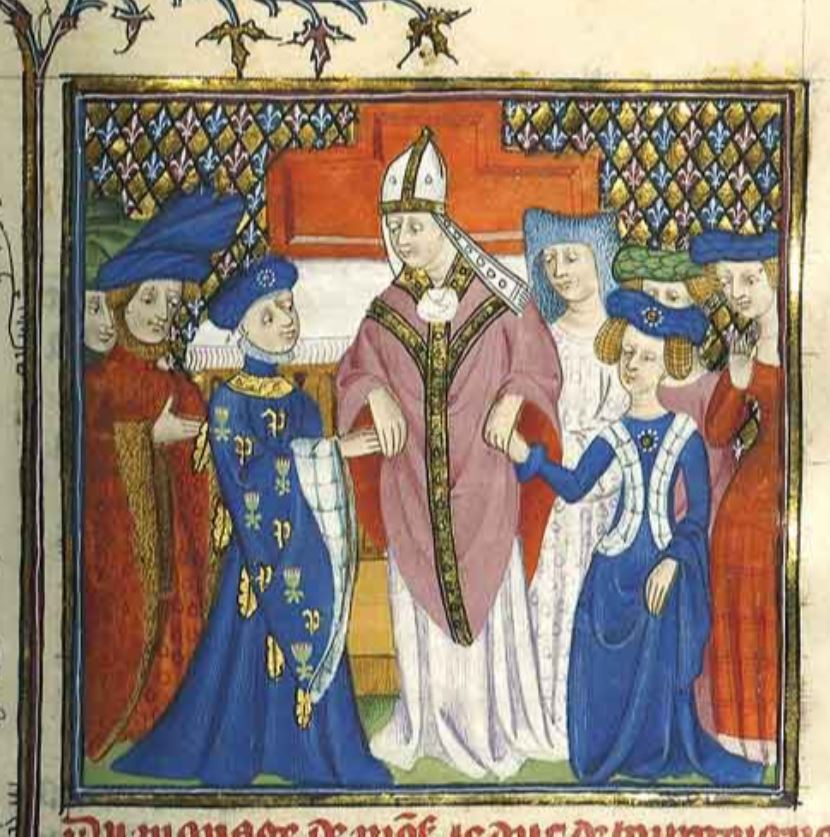
マルグリットとの婚礼

1364年11月26日、若きブルゴーニュ公はディジョンに入城した。フィリップ2世は、カペー家最後のブルゴーニュ公フィリップ1世の逝去後、ブルゴーニュ女伯マルグリット・ド・フランスに継承された伯領（コンテ）の併合を強く望んだ。兄シャルル5世の対英百年戦争における外交的利害とも一致し、兄弟はマルグリットの孫娘であり、フィリップ1世の婚約者だったマルグリット・ド・ダンピエールとの婚姻を推進する。もともとカペー家出身のマルグリット・ド・フランスも、孫娘の縁組相手にイングランドのエドマンド王子ではなくフランスを望み、息子であるフランドル伯ルイ2世を説得した。
こうして、1369年6月19日、ブルゴーニュ公フィリップ2世はマルグリット・ド・ダンピエールと、ヘント（仏：ガン）で盛大な婚礼を挙げた。この婚姻により、ブルゴーニュ伯領、ルテル伯領、ヌヴェール伯領、アルトワ伯領やフランドル伯領が、将来的にフィリップ2世に継承されることとなった。シャルル5世は、婚姻成立の見返りに、フランドル伯にワロン地域（現代のベルギー南部）を割譲せねばならず、また対英政策を重視するあまりブルゴーニュ公領の拡大の脅威には思い至らなかった。

### 従軍
婚姻と同じ1369年、仏王シャルル5世はブレティニー条約の破棄を通告し、英仏百年戦争は第2段階に突入した。以後約20年に渡り、フィリップ2世は兄たちと共に王族の「義務」として戦争に従軍することとなった。ブルゴーニュ公領の統治は、ウード・ド・グランシー（Eudes VII de Grancey）に任せた。フィリップ豪胆公は、1373年と1380年のイングランドによるブルターニュ侵攻時に、目覚ましい活躍を見せた。

### 国内外での闘争
1380年9月、賢王シャルル5世が42歳で崩御する。シャルル5世は、幼い息子シャルル6世（狂気王）の統治下で混乱をきたさないよう、王族や帰属に細かな役割分担を遺書に認めていたが、王の叔父（シャルル5世の弟）たちの対立が深まっていった。同年11月30日、国王のおじ達は、協同統治の盟約を結んだ。
1380年から1388年までは2人の兄アンジュー公ルイ1世やベリー公ジャン1世やブルボン公ルイ2世と共に甥のシャルル6世（狂気王）の摂政を務めた。その間権力と勢力の拡大に努め、強い影響力を持つようになる。
1382年に舅のフランドル伯ルイ2世がヘントなどフランドルの都市反乱（ヘントの反乱 (1379–1385年)）で劣勢に立たされると、シャルル6世の支援を取り付け舅に加勢する。同年11月27日、ローゼベーケの戦いで反乱の指導者フィリップ・ヴァン・アルテベルデを討ち取り、反乱を鎮圧した。
1384年1月30日、フランドル伯ルイ2世が逝去すると、いよいよ妻と共にフランドルを相続した。同年5月、新たな所領を訪問するが、フランドルの各都市は容易に帰順することは無かった。しかしフィリップ豪胆公は、対立ではなく和解を求め、公的な書状に（フランドルで用いられる）フラマン語を認めさせる等の柔軟な姿勢が奏功し、1385年12月のトゥルネーの和約によりヘント市と、フランドル伯・ブルゴーニュ公との和解が成立し、各市の特権が追認された。
1386年、グレート・ブリテン島への侵攻計画が持ち上がるが、延期が繰り返され、ついに実現することは無かった。

### シャルル6世の親政、発病
1388年11月、20歳になっていたシャルル6世がランスで宣言を行い、親政を始めると、叔父たちも権力から遠ざけられた。フィリップ豪胆公は、逆上する兄ベリー公を「いずれ時が来る」となだめた。国王の親政宣言は、シャルル5世時代の顧問官たち「マルムゼ」の共謀による結果だった。
ところが1392年9月、シャルル6世が精神異常の兆候を示す。以降、1400年頃までに統治が不可能な状態となった。「マルムゼ」は失脚し、摂政権をめぐってシャルル6世の弟オルレアン公ルイも叔父たちと協力しなければならなくなった。ベリー公はラングドッグの王国総代官（軍最高司令官職）になったため、オルレアン公と会議の場で向かい合うのは豪胆公の役目となった。
対立の焦点は外交にあり、教会大分裂で終息を望みローマを支持するパリ大学に同調する豪胆公に対し、オルレアン公はアヴィニョンを支持した。ミラノ公国との姻戚関係から北イタリア介入を企むオルレアン公を豪胆公が阻止する。1400年にローマ王ヴェンツェルが廃位されると豪胆公はヴィッテルスバッハ家出身の新たなローマ王ループレヒトを支持したが、オルレアン公はヴェンツェル支持というように、2人はことごとく対立した。また、シャルル6世の側近だったフランス王軍司令官オリヴィエ・ド・クリッソンを失脚させている。
また、1396年9月には、嫡男ヌヴェール伯ジャン（後のブルゴーニュ公、ジャン無怖公）も参加したニコポリス十字軍が大敗を喫し、捕虜となったジャンの釈放には20万フロリンの莫大な費用を要した。フィリップ豪胆公はさして落胆せず、むしろ新たな騎士団を創設している。
1402年に両者はパリ周辺に軍勢を集め武力衝突寸前となったが、王妃イザボー・ド・バヴィエールを始め王族達の説得で和睦。1403年にイザボー王妃を中心とする政権が樹立した。これらの争いは後にブルゴーニュ派対アルマニャック派の争いとなりフランスを混乱に追い込むが、豪胆公の生存中は、あくまで宮廷闘争の範疇に収まっていた。とはいえ豪胆公の権力は健在で、孫娘マルグリットをルイ王太子と婚約させ、同時にマルグリットの弟で同名の孫フィリップ（後のフィリップ3世）と王太子の姉ミシェルとの婚約も成立、より王家と親密になった。また、1400年にイングランド王ヘンリー4世とシャルル6世の休戦協定に尽力した他、かつて敵対していたクリッソンから幼少のブルターニュ公ジャン5世・アルテュール兄弟を託され、後見人として養育している。

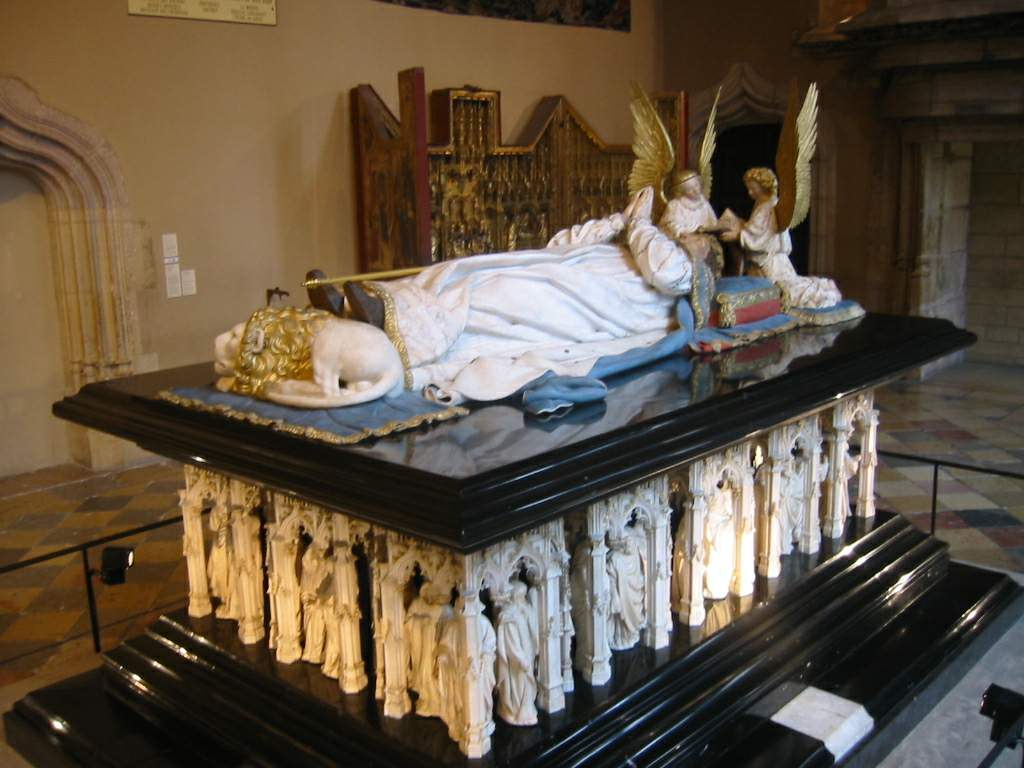
フィリップ豪胆公の墓所（ディジョン）

妻の伯母に当たるブラバント女公ジャンヌには子が無いため、豪胆公の次男アントワーヌを後継者にする取り決めがなされ、アントワーヌを伴いブリュッセルへ旅立ちジャンヌと面会させた。滞在中に体調を崩したため近郊のハレ（エノー伯領、現ベルギー）へ移り、4月27日、その地で息を引き取った。
生涯に渡って金銭に悩みが多く、豪胆公の急死に、遺された妻子は葬儀費用の工面に奔走することとなった。
ブルゴーニュ公位はジャンが、ブラバント公位は1406年にジャンヌ亡き後にアントワーヌが嗣いだ。
権勢拡大の一方で芸術にも関心が深く、メルキオール・ブルーデルラム、クラウス・スリューテル、ジャン・マルエル、リンブルク兄弟らを招聘して書庫の拡充、多彩なタペストリーの収集、金銀細工・彫刻などあらゆる豪華な飾り立てを奨励、家族の墓所としてディジョンにシャンモル修道院を建造して自身もここに埋葬、フランドルの宮廷に華麗な文化を根付かせた。

## 家族
フィリップ2世が開いた公爵家は、ブルゴーニュで2番目にして最後のものとなった。マルグリット3世との間には9子をもうけた。
- ジャン1世（1371年 - 1419年） - ブルゴーニュ公「無怖公」
- シャルル（1372年 - 1373年）
- マルグリット（1374年 - 1441年） - 下バイエルン＝シュトラウビング公・エノー伯・ホラント伯・ゼーラント伯ヴィルヘルム2世妃
- ルイ（1377年 - 1378年）
- カトリーヌ（1378年 - 1425年） - オーストリア公レオポルト4世妃
- ボンヌ（1379年 - 1394年）
- アントワーヌ（1384年 - 1415年） - ブラバント公。アジャンクールの戦いで戦死。
- マリー（1386年 - 1422年） - サヴォイア公アメデーオ8世妃
- フィリップ（1389年 - 1415年） - ヌヴェール伯。アジャンクールの戦いで戦死。

### 結婚政策
北への領土拡大のため1385年4月12日に長男ジャン（後のジャン1世）と長女マルグリットをフランドル近郊のエノー伯・ホラント伯・ゼーラント伯であるヴィッテルスバッハ家のバイエルン公アルブレヒト1世の娘マルグリットと息子ヴィルヘルムを結婚させ（カンブレー二重結婚）、3伯領に足掛かりを作った。更に7月17日、シャルル6世とヴィッテルスバッハ家出身のイザボー・ド・バヴィエールを結婚させ王家にも食い込んでいった。
1393年には、カトリーヌとマリー（出立は1403年）を、相次いで東方の君主と婚姻させた。

## 系譜
| フィリップ2世 | 父: ジャン2世 (フランス王) | 祖父: フィリップ6世 (フランス王)     | 曽祖父: シャルル (ヴァロワ伯)[1]       |
| フィリップ2世 | 父: ジャン2世 (フランス王) | 祖父: フィリップ6世 (フランス王)     | 曽祖母: マルグリット・ダンジュー       |
| フィリップ2世 | 父: ジャン2世 (フランス王) | 祖母: ジャンヌ・ド・ブルゴーニュ     | 曽祖父: ロベール2世 (ブルゴーニュ公)   |
| フィリップ2世 | 父: ジャン2世 (フランス王) | 祖母: ジャンヌ・ド・ブルゴーニュ     | 曽祖母: フランス王女アニェス[2]        |
| フィリップ2世 | 母: ボンヌ                 | 祖父: ヨハン・フォン・ルクセンブルク | 曽祖父: ハインリヒ7世 (神聖ローマ皇帝) |
| フィリップ2世 | 母: ボンヌ                 | 祖父: ヨハン・フォン・ルクセンブルク | 曽祖母: ブラバンド公女マルグリット[3]  |
| フィリップ2世 | 母: ボンヌ                 | 祖母: エリシュカ                     | 曽祖父: ヴァーツラフ2世 (ボヘミア王)   |
| フィリップ2世 | 母: ボンヌ                 | 祖母: エリシュカ                     | 曽祖母: グタ・ハブスブルスカー[4]      |

1. フィリップ3世 (フランス王)の四男。
2. フランス王ルイ9世の王女、同フィリップ3世の末妹。
3. ジャン1世 (ブラバント公)の娘。
4. ルドルフ1世 (ドイツ王)の娘。